# Они Годзэн
Они Годзэн (яп. 鬼御前) — японская знатная дама и женщина-воин (онна-бугэйся) периода Сэнгоку. Она была женой Хоаси Акинао (帆足鑑直), вассала рода Отомо. Они Годзэн прославилась в качестве военачальника, активно участвовавшего в кампании на Кюсю в 1586—1587 годах, помогая клану Ото отбивать атаки армии Симадзу.
Её настоящее имя неизвестно, её прозвали Они (людоедом или демоном) из-за того, что она проявила себя свирепым и храбрым воином. За свои подвиги она также получила имя «Годзэн», японский термин, означающий «юную госпожу» и обычно относившийся к женщинам-воительницам.

## Биография
Они Годзэн была дочерью Кого Сетту-но Ками (古後摂津守). Нет никаких подробностей о ранних годах её жизни или её настоящем имени. Она вступила в политический брак с Хоаси Акинао, самурайским военачальником. Выйдя замуж, она стала вассалом Отомо Сорина, главы клана Отомо. В браке Они Годзэн родила дочь, которая впоследствии вышла замуж за Мори Городзаэмона (森五郎左衛門).
Согласно «Яма-но Сиро Кассен-но Ки», написанной в 1782 году потомком клана Хоаси, Они Годзэн была красивой и величественной женщиной. Её рост был около 175 см, очень высокий для того времени. Они Годзэн была не только искусным мастером боевых искусств, но и военачальником.
Она атаковала вражеский лагерь, как лев, охотящийся на стадо овец. Она защищала замок, как мидзути, зарывшийся в бездну.
 Люди из окрестных провинций именовали её Они Годзэн, то есть «госпожой демоном», за её храбрость.
Когда армия клана Симадзу приблизилась к землям Ото в 1586 году во время кампании на Кюсю, Они Годзэн дала клятву, скреплённую печатью крови, в святилище Кумано погибнуть в бою, а не совершить сэппуку. Многие мужчины и женщины, включая жён и дочерей вассалов, также приняли эту клятву. Её дочь была женой Мори Городзаэмона (森五郎左衛門), который был осаждён в замке Цуномуре (角埋城). Они Годзэн отправила письмо своей дочери, приказав ей не совершать самоубийства, а сражаться со своими врагами. Акинао командовал замком Хидзю (日出生城) во главе около 500 человек, который был атакован Идзюином Тадамунэ (伊集院忠棟), генералом Симадзу, с более чем 6000 воинов. Акинао оставил Они Годзэн и небольшой гарнизон для защиты замка, а сам повёл почти всех своих оставшихся людей атаковать лагерь Идзюина, пытаясь взять его в клещи. Эта неожиданная атака повергла врага в бегство, Тадамунэ был тяжело ранен. Эта битва была одним из последних сражений между Отомо и Симадзу перед тем, как главная армия Тоётоми Хидэёси вторглась на Кюсю, чтобы помочь Отомо и подчинить себе Симадзу.